# Cenon
Cenon is een gemeente in het Franse departement Gironde (regio Nouvelle-Aquitaine). De plaats maakt deel uit van het gemeentelijk samenwerkingsverband Bordeaux Métropole en het arrondissement Bordeaux. Cenon telde op 1 januari 2022 26.784 inwoners. In de gemeente ligt de spoorweghalte Cenon. Cenon is met Bordeaux verbonden met Tramlijn A.
Het 25 ha grote Parc Palmer op de flank van de heuvel, onderdeel van het grotere Parc des Coteaux, biedt gevarieerde recreatiemogelijkheden en een panoramisch zicht op de agglomeratie Bordeaux.
De kerk Saint-Romain is grotendeels 19e-eeuws maar gaat terug op een eerdere romaanse kerk uit de 11e eeuw.

## Geschiedenis
De parochie Cenon hing af van de Abdij van Sauve-Majeure. Cenon was een landbouwgemeente met veel wijngaarden. Vanaf de 19e eeuw verstedelijkte de gemeente en kwam er industrie met onder andere de fabriek Saint Gobain en de Chantiers de la Gironde. Op 1 januari 1865 werd de wijk La Bastide, het historisch centrum van Cenon aan de Garonne, opgenomen in de gemeente Bordeaux.

## Geografie
Cenon ligt op de rechteroever van de Garonne en grenst aan Bordeaux. Het westen van de gemeente ligt in de riviervlakte terwijl het oosten op een heuvel is gelegen.
De oppervlakte van Cenon bedroeg op 1 januari 2022 5,52 vierkante kilometer; de bevolkingsdichtheid was toen 4.852,2 inwoners per km².

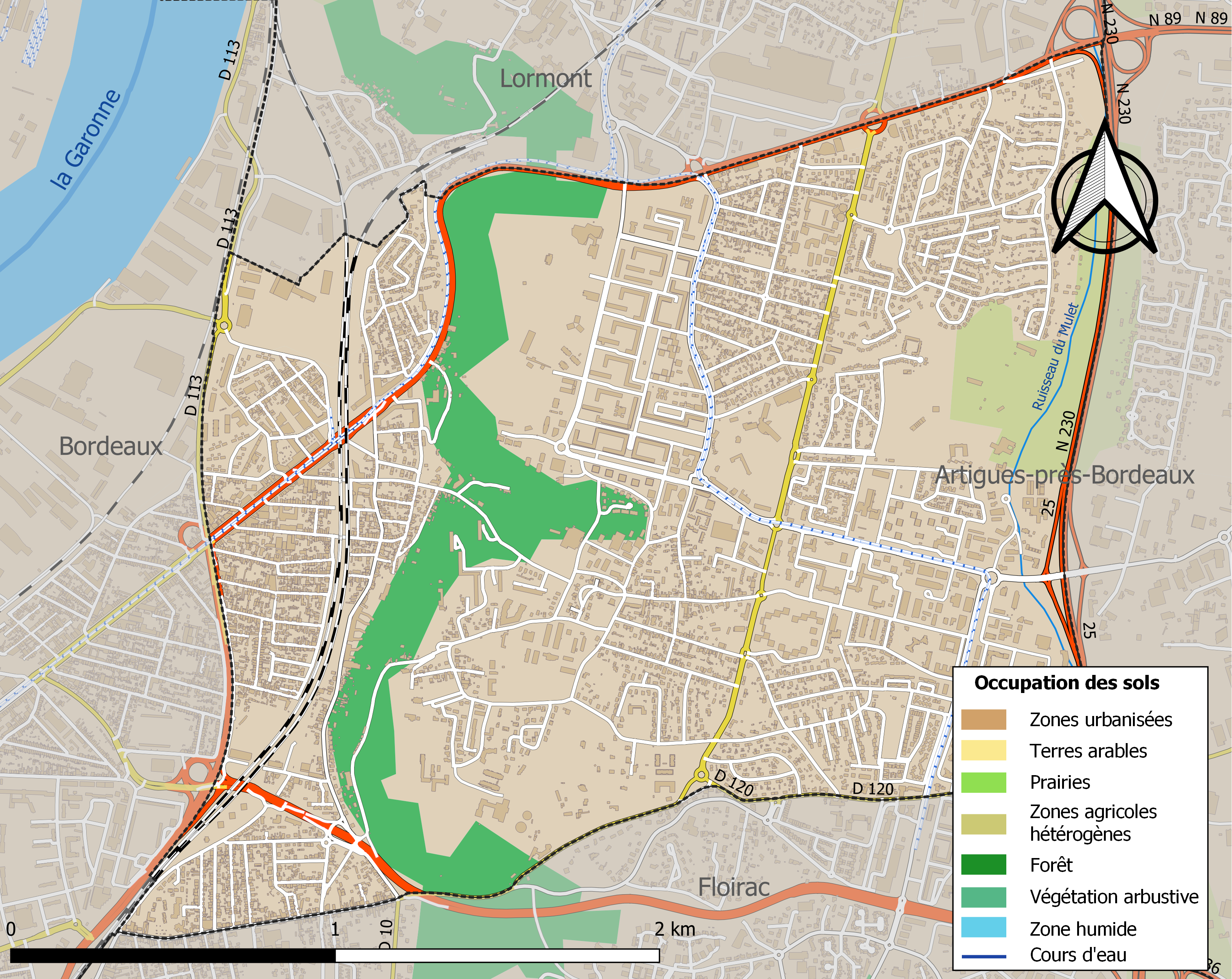
Kaart van de gemeente met belangrijkste infrastructuur, bodemgebruik en omliggende gemeenten

## Demografie
In 1901 telde de gemeente ongeveer 3.500 inwoners en in 1931 waren dit er bijna 10.000. Onderstaande figuur toont het verloop van het inwonertal (bron: INSEE-tellingen).

## Geboren
- Jérôme Fernandez (1977), handballer

## Stedenbanden
- Laredo (Spanje)
- Paredes de Coura (Portugal)
- Meknes (Marokko)
- Hartford (Verenigde Staten)